# Балка Глибока (притока Балки Очеретки)
Балка Глибока — балка (річка) в Україні у Казанківському й Широківському районах Миколаївської й Дніпропетровської областей. Права притока Балки Очеретки (басейн Дніпра).

## Опис
Довжина балки приблизно 9,82 км, найкоротша відстань між витоком і гирлом — 9,05  км, коефіцієнт звивистості річки — 1,09 . Формується декількома струмками та загатами. На більшості ділянок балка пересихає.

## Розташування
Бере початок на західній стороні від села Макарівка. Тече переважно на південний схід і на північній стороні від села Малинівка впадає у Балку Очеретку, ліву притоку річки Вербової.

## Цікаві факти
- Від витоку балки на північній стороні на відстані приблизно 502 м пролягає автошлях Н11[3] (автомобільний шлях національного значення на території України, Дніпро — Кривий Ріг — Миколаїв. Проходить територією Дніпропетровської та Миколаївської областей.).